# 일산동 (울산)
일산동(日山洞)은 울산광역시 동구의 하위 행정구역으로, 법정동이자 행정동이다.
북쪽으로는 전하동, 서쪽으로는 대송동, 남쪽으로는 화정동과 접하며, 동쪽으로는 일산해수욕장이 C자형태로 바다를 둘러싸고 있는 형태를 띠고 있는 것이 특징이다.
일산이라는 이름은 신라시대에 이곳으로 유람온 왕이 일산(日傘)을 펼쳐놓고 즐겼다는데서 비롯되었다. 후에 이는 일산(日山)으로 변하였다.

## 연혁
- 1672년 울산도호부 유포면 일산진
- 1765년 울산군 동면 일산진
- 1810년 울산군 동면 일산리(日傘里)
- 1917년 경남 울산군 동면 일산리(日山里)
- 1931년 경남 울산군 방어진면 일산리
- 1937년 경남 울산군 방어진읍 일산리
- 1962년 경남 울산시 일산동 (울산시 방어진출장소)
- 1985년 경남 울산시 중구 일산동 (중구 방어진출장소)
- 1988년 경남 울산시 동구 일산동
- 1997년 울산광역시 동구 일산동

## 시설

### 교육
일산동의 기본 교육 시설은 삼거리천변에 모두 밀집되어 있는 것이 특징이다. 삼거리천변에 밀집한 학교 가운데에서도 일부는 대송동에 속하는 교육 시설도 있는데, 여기서는 일산동에 속한 시설만 소개한다. 순서는 가나다 순이다.

#### 중학교
- 명덕여자중학교
- 일산중학교

#### 초등학교
- 명덕초등학교
- 미포초등학교
- 일산초등학교

### 상업
상업시설로는 홈플러스 울산동구점이 있으며, 홈플러스와 해수욕장을 사이에 두고 넓은 범위로 운영하는 음식점이 넓게 분포하고 있는 것이 특징이다.